# Джеймисон, Дональд
Дональд «Дон» Кэмпбелл Джеймисон (англ. Donald „Don“ Campbell Jamieson; 30 апреля 1921, Сент-Джонс, провинция Ньюфаундленд и Лабрадор, Канада — 19 ноября 1986, Суифт-Керрент, провинция Саскачеван, Канада) — канадский государственный деятель, министр иностранных дел Канады (1976—1979).

## Биография
После окончания школы работал сначала в качестве декоратора на радио и телевидении, а затем радиоведущего, приобрёл широкую популярность. Получил высшее юридическое образование с присвоением степени доктора права (LL.D.). В ходе референдумов о будущем Ньюфаундленда выступал против вхождения в состав Канады и за более тесное сотрудничество с США.
Создал в Ньюфаундленде частную сеть радиостанций и первую на острове телевизионную станцию CJON-TV. Выступал в качестве ведущего вечерних новостей. В 1961 г. становится президентом канадской ассоциации телерадиовещателей, оставался в этой должности в течение четырёх лет.
На довыборах в сентябре 1966 г. был впервые избран от Либеральной партии в Палату общин Канады, состоял её депутатом до 1979 г. После победы либералов на всеобщих выборах в июне 1968 г. вошёл в состав правительства страны:
- 1968—1969 гг. — министр оборонной промышленности,
- 1969 г. — министр снабжения и услуг,
- 1969—1972 гг. — министр транспорта,
- 1972—1975 гг. — министр регионального экономического развития,
- 1975—1976 гг. — министр промышленности, торговли и коммерции,
- 1976—1979 гг. — министр иностранных дел Канады.

В июне 1979 г. отказался от своего мандата в Палате общин Канады и в должности председателя возглавил Либеральную партию провинции Ньюфаундленд и Лабрадор на местных выборах, закончившихся сокрушительным поражением либералов от представителей Прогрессивно-консервативной партии Ньюфаундленда и Лабрадора. В июне 1980 г. покинул пост лидера меньшинства в региональном парламенте.
В 1983—1985 гг. являлся верховным комиссаром Канады в Великобритании.
Являлся членом Тайного совета Королевы для Канады.